# وندروگن (نیومکزیکو)
وندروگن، نیو مکزیکو (به انگلیسی: Vanderwagen, New Mexico) یک منطقهٔ مسکونی در ایالات متحده آمریکا است که در شهرستان مک‌کینلی واقع شده‌است.

## خصوصیات
وندروگن ۲٬۱۷۹٫۰۴ متر بالاتر از سطح دریا واقع شده‌است.